# Bihorbergen

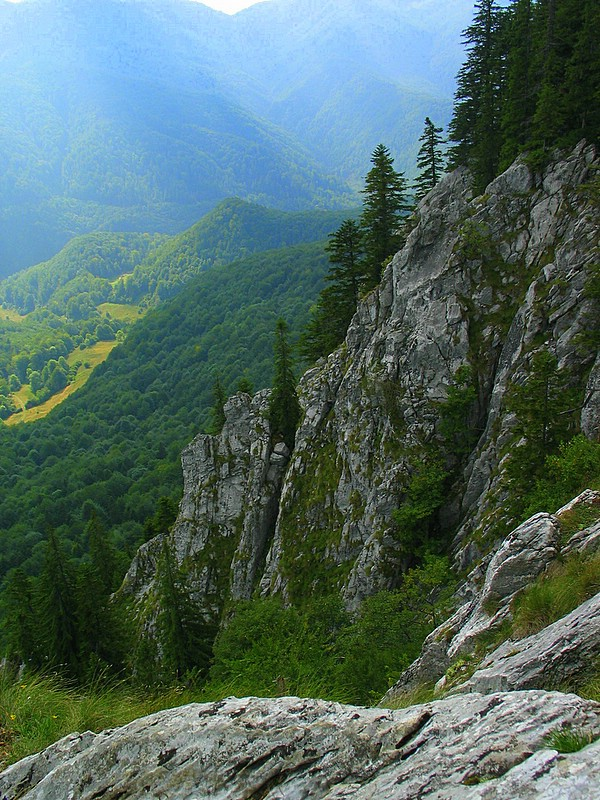
Landskap i Bihorbergen

Bihorbergen är en bergskedja i Rumänien, väster om Transsylvanien, mellan floderna Crișul Alb och Crișul Repede.
Högsta bergstoppen är 1 849 meter över havet.